# Río Amutara
Río Amutara är ett vattendrag i Bolivia.   Det ligger i departementet La Paz, i den centrala delen av landet, 290 km nordväst om huvudstaden Sucre.
Trakten runt Río Amutara består i huvudsak av gräsmarker. Runt Río Amutara är det glesbefolkat, med 8 invånare per kvadratkilometer.